# Meath-East
Meath-East is een kiesdistrict in de Republiek Ierland voor de verkiezingen voor Dáil Éireann. Het district omvat het oorstelijke gedeelte van het graafschap Meath.
Meath-East is gevormd bij de laatste herindeling van de kiesdistricten in 2004. Tot dan was het onderdeel van het kiesdistrict Meath. Het nieuwe district kan drie leden kiezen.
Van de vijf zittende TD's van het oude Meath hadden er twee hun thuisbasis in het nieuwe Meath-East. Bij de verkiezingen in 2007 behaalde Fianna Fáil 2 zetels en Fine Gael haalde 1 zetel. Beide zittende leden werden herkozen.

## Referendum
Bij het abortusreferendum in 2018 stemde in het kiesdistrict 69,2% van de opgekomen kiezers voor afschaffing van het abortusverbod in de grondwet.